# فرودگاه ویارتن
فرودگاه ویارتن  (به انگلیسی: Wiarton Airport) یک فرودگاه همگانی با کد یاتا YVV است که یک باند فرود آسفالت دارد و طول باند آن ۱۵۳۰ متر است. این فرودگاه در کشور کانادا قرار دارد و در ارتفاع ۲۲۲ متری از سطح دریا واقع شده است.